# ديباك شوبرا
ديباك شوبرا ((بالهندية: दीपक चोपड़ा)‏; من مواليد 22 أكتوبر، 1946) كاتب هندي أمريكي ومؤيد للطب البديل. شخصية بارزة في حركة العصر الجديد، جعلته كتبه ومقاطع الفيديو أحد أشهر وأغنى الشخصيات في الطب البديل. وقد وصفت مناقشاته حول العلاج الكمي بأنها لغة اصطلاحية تقنية، أي: «ثرثرة غير مترابطة مليئة بالمصطلحات العلمية» تدفع أولئك الذين يفهمون الفيزياء فعليًا إلى «الجنون» و«إعادة تعريف الخطأ».
درس شوبرا الطب في الهند قبل أن يهاجر في عام 1970 إلى الولايات المتحدة، حيث أكمل الإقامة في الطب الباطني والزمالة في طب الغدد الصماء. بصفته طبيبًا مرخصًا، أصبح في عام 1980 رئيسًا للموظفين في مستشفى نيو إنجلاند التذكاري. في عام 1985 التقى بمهاريشي ماهش يوغي وانخرط في حركة التأمل التجاوزي. بعد ذلك بوقت قصير، استقال من منصبه في مستشفى نيو إنجلاند التذكاري لإنشاء مركز مهاريشي أيورفيدا الصحي. في عام 1993 اكتسب شوبرا أتباعًا بعد مقابلة حول كتبه في برنامج أوبرا وينفري. ثم ترك حركة التأمل التجاوزي ليصبح المدير التنفيذي لمركز شارب للرعاية الصحية لطب العقل والجسم. في عام 1996 شارك في تأسيس مركز شوبرا للصحة.
يدعي شوبرا أن الشخص قد يصل إلى «صحة مثالية»، وهي حالة «يخلو فيها من المرض، ولا يشعر بالألم أبدًا»، و «لا يمكن أن يتقدم في العمر أو يموت». يرى أن جسم الإنسان مدعوم «بجسم ميكانيكي كمي» لا يتكون من مادة بل من طاقة ومعلومات، ويعتقد أن «شيخوخة الإنسان سلسة وقابلة للتغيير؛ يمكن أن تسرع، أو تُبطئ، أو تتوقف لبعض الوقت، وحتى يمكن عكسها»، كما تحددها الحالة الذهنية للفرد. يدعي أن ممارساته يمكن أن تعالج أيضًا الأمراض المزمنة.
تعرضت الأفكار التي يروج لها شوبرا بانتظام لانتقادات من قبل المتخصصين الطبيين والعلميين باعتبارها علمًا زائفًا. تراوحت الانتقادات بين وصفه بالرافض إلى وصفه باللعين. كتب الفيلسوف روبرت كارول أن شوبرا يحاول دمج الأيورفيدا مع ميكانيكا الكم؛ لتسويغ تعاليمه. يقول شوبرا إن ما يسميه «الشفاء الكمي» يعالج أي نوع من الأمراض، بما في ذلك السرطان، من خلال التأثيرات التي يدعي أنها تستند حرفيًا إلى نفس مبادئ ميكانيكا الكم. لقد دفع هذا علماء الفيزياء إلى الاعتراض على استخدامه لمصطلح «الكم» عند الإشارة إلى الحالات الطبية وجسم الإنسان. قال عالم الأحياء التطوري ريتشارد دوكينز إن شوبرا يستخدم «اللغة الاصطلاحية الكمومية مع الخزعبلات بأسلوب منطقي». لا تثير علاجات شوبرا عمومًا سوى استجابة وهمي، وقد طالتها الانتقادات لتقديمها مزاعم غير مبررة تثير في المرضى «الأمل الزائف»، وتجذبهم بعيدًا عن العلاجات الطبية المشروعة.

## بداية حياته وتعليمه
وُلد في نيودلهي، الهند، عام 1947، والده كريشان شوبرا طبيب قلب هندي مشهور.
درس الطب في جامعه آل إنديا في موطنه الأم. هاجر للولايات المتحدة في عام 1970 كطبيب متدرّب في نيوجيرسي. بعد انتهاء فترة التدريب انتقل إلى بوسطن حيثُ ذاع صيته. لم يكن من مُحبي الطب الغربي في طريقة العلاج ووصف العقاقير، فوجد ضالّته بعد أن قرأ كتاب في تقنيات الطب التجاوزي. تعمّق في دراسة الطب البديل، وأجرى مسحاً عاماً على قصور الطب الغربي في معالجة الأمراض. التقى بعد ذلك بالأب الروحي لمدرسة المهاريشية المعروفة بالتأمل التجاوزي، مهاريشي يوجي، فقرر أن يترك مهنة الطب ويشارك في شركة منتجات المهاريشي للطب البديل التي كانت بداية انطلاقته نحو الشهرة في عالم الطب البديل، حيث تهافت عليه مجموعة من نجوم هوليوود فأُطلق عليه لاحقاً بطبيب المشاهير.

## مؤلفاته
ألّف شوبرا أكثر من 65 كتاب، حصل 15 كتاب منهم على الأعلى مبيعاً في رصد صحيفة نيويورك تايمز للأعلى مبيعاً.
- 1987 Creating Health ISBN 0-395-75515-8
- 1988 Return of the Rishi ISBN 0-395-57420-X
- 1989 Quantum Healing: Exploring the Frontiers of Mind/Body Medicine ISBN 0-553-34869-8[78]
- 1991 Unconditional Life: Mastering the Forces That Shape Personal Reality
- 1991 Perfect Health: The Complete Mind/Body Guide ISBN 0-517-58421-2
- 1993 Ageless Body, Timeless Mind : The Quantum Alternative to Growing Old ISBN 0-517-59257-6
- 1993 Creating Affluence: Wealth Consciousness in the Field of All PossibilitiesISBN 1-880032-42-2
- 1994 The Seven Spiritual Laws of Success: A Practical Guide to the Fulfilment of Your Dreams
- 1995 The Way of the Wizard: Twenty Spiritual Lessons in Creating the Life You Want ISBN 0-517-70434-X
- 1995 The Return of Merlin: A Novel ISBN 0-449-91074-1
- 1995 Journey into Healing ISBN 1-4000-8069-X
- 1995 The Path to Love: Spiritual Strategies for Healing
- 1996 Perfect Weight ISBN 0-517-88458-5
- 1996 Restful Sleep ISBN 0-517-88457-7
- 1996 Raid on the Inarticulate ISBN 1-882971-16-7
- 1997 The Path to Love: Renewing the Power of Spirit in Your Life ISBN 0-517-70622-9
- 1997 The Seven Spiritual Laws for Parents: Guiding Your Children to Success and Fulfillment
- 1997 Perfect Digestion ISBN 0-609-80076-0
- 1998 Overcoming Addictions ISBN 0-609-80195-3
- 1998 The Love Poems of RumiISBN 0-609-60243-8
- 1998 Healing the Heart ISBN 0-609-60035-4
- 1999 Everyday Immortality: A Concise Course in Spiritual Transformation ISBN 0-609-60484-8
- 1999 On the Shores of Eternity: Poems from Tagore on Immortality and Beyond ISBN 0-609-60564-X
- 1999 A Deepak Chopra Companion ISBN 0-609-80454-5
- 1999 Daughters of JoyISBN 0-451-20935-4
- 1999 Lords of Light: A Novel ISBN 0-312-96892-2
- 2000 The Angel is Near: A Novel ISBN 0-312-97024-2
- 2000 How to Know God : The Soul's Journey into the Mystery of Mysteries ISBN 0-609-60078-8
- 2001 The Deeper Wound: Recovering the Soul from Fear and Suffering, 100 Days of Healing
- 2001 Grow Younger, Live Longer: 10 Steps to Reverse Aging ISBN 0-609-60079-6
- 2001 The Soul in Love: Classic Poems of Ecstasy and Exaltation ISBN 0-609-60648-4
- 2002 Manifesting Good Luck Cards: Growth and Enlightenment
- 2003 Golf for Enlightenment: The Seven Lessons for the Game of Life
- 2003 The Spontaneous Fulfillment of Desire: Harnessing the Infinite Power of Coincidence ISBN 0-609-60042-7
- 2003 Synchrodestiny: Harnessing the Infinite Power of Coincidence to Create Miracles ISBN 1-84413-221-8
- 2003 Manifesting Good Luck: Love and Relationships, 50 Card Deck
- 2003 The Chopra Center Cookbook ISBN 0-471-45404-4
- 2004 The Book of Secrets: Unlocking the Hidden Dimensions of Your Life ISBN 0-517-70624-5
- 2004 Fire in the Heart: A Spiritual Guide for Teens ISBN 0-689-86216-4
- 2005 Peace Is the Way : Bringing War and Violence to an End ISBN 0-307-23607-2
- 2005 The Seven Spiritual Laws of Yoga: A Practical Guide to Healing Body, Mind, and Spirit
- 2005 Magical Beginnings Enchanted lives: A Holistic Guide to Pregnancy ISBN 0-517-70220-7
- 2005 Teens Ask Deepak ISBN 0-689-86218-0
- 2006 Ask The Kabala: Oracle Cards/Kabala Guidebook ISBN 978-1-4019-1039-6
- 2006 Power Freedom and Grace: Living from the Source of Lasting Happiness ISBN 978-1-878424-81-5
- 2006 Life After Death: The Burden of Proof ISBN 0-307-34578-5
- 2006 Kama Sutra: Including the Seven Spiritual Laws of Love ISBN 978-1-85227-385-9
- 2007 Buddha: A Story of Enlightenment ISBN 978-0-06-087880-1
- 2007 Boundless Energy: The Complete Mind/Body Program for Overcoming Chronic Fatigue ISBN 0-609-80075-2
- 2007 Freedom From Addiction ISBN 0-7573-0578-4
- 2008 The Third Jesus: The Christ We Cannot Ignore ISBN 978-0-307-33831-0
- 2008 Why Is God Laughing? The Path to Joy and Spiritual Optimism
- 2008 Jesus: A Story of Enlightenment ISBN 978-0-06-144873-7
- 2009 Reinventing The Body, Resurrecting The Soul
- 2009 The Ultimate Happiness Prescription: 7 Keys to Joy and Enlightenment
- 2009 Chopra Center Herbal Handbook ISBN 0-307-45233-6
- 2010 The Shadow Effect with Debbie Ford and Marianne Williamson ISBN 0-06-196265-1
- 2010 Muhammad: A Story of the Last Prophet ISBN 978-0-06-178242-8
- 2010 The Soul of Leadership: Unlocking Your Potential for Greatness ISBN 978-0-307-40806-8
- 2011 The Seven Spiritual Laws of Superheroes: Harnessing Our Power to Change the World with Gotham Chopra ISBN 978-0-06-205966-6
- 2011 The War of the Worldviews with Leonard Mlodinow ISBN 978-0-307-88688-0
- 2012 Spiritual Solutions: Answers to Life's Greatest Challenges ISBN 0-307-71917-0.

### كتبه المترجمة للعربية
- التناغم القدري؛ تسخير القوة اللامحدودة للتناغم في صنع المعجزات، (ترجمة: يحيى العريضي)، دار الفرقد للطباعة والنشر والتوزيع، 2013
- القوانين الروحانية السبعة للنجاح، (ترجمة: رجا أبو شقرا)، دار العلم للملايين، 2013
- وصفات الطبيب للسعادة القصوى، (ترجمة: رجا أبو شقرا)، دار العلم للملايين، 2013
- الحلول الروحية: أجوبة عن أكبر تحديات الحياة، دار العلم للملايين، 2014
- الدماغ الخارق، (بالاشتراك مع: رودولف إ. تانزي)، (ترجمة: محمد ياسر حسكي - جمانة الأخرس)، شركة دار الخيال للطباعة والنشر والتوزيع، 2014
- روح القيادة: إطلاق طاقاتك نحو العظمة، (ترجمة: محمد ياسر حسكي - نور خانجي)، شركة دار الخيال للطباعة والنشر والتوزيع، 2014
- عشق الروح؛ قصائد خالدة عن نشوء الروح وسموها، (ترجمة: منذر محمود صالح محمد)، دار الفرقد للطباعة والنشر والتوزيع، 2014
- إلى ماذا أنت جائع؟، (ترجمة: رنا عكاوي)، شركة دار الخيال للطباعة والنشر والتوزيع، 2015
- القوة والحرية والخير، (ترجمة: رائد القاقون)، دار العلم للملايين، 2015
- تحقيق الثراء؛ دليك العملي إلى حياة الغنى واليسر، (ترجمة: رائد القاقون)، دار العلم للملايين، 2015
- جسد لا يشيخ وعقل لا يحده زمن، (ترجمة: رجا أبو شقرا)، دار العلم للملايين، 2015
  - جسد لا يشيخ عقل يتخطى الزمن: البديل الكمي للشيخوخة (ترجمة: منذر محمود صالح محمد)، دار الفرقد للطباعة والنشر والتوزيع، 2015
  - جسد لا يشيخ عقل يتخطى الزمن: البديل الكمي للشيخوخة، (ترجمة: محمود عيسى - نوار العبد الله)، شركة دار الخيال للطباعة والنشر والتوزيع، 2019
- تحقيق الرغبات تلقائياً وفوراً، دار العلم للملايين، 2015
- كتاب الأسرار، (ترجمة: أيمن أبو ترابي)، دار الفرقد للطباعة والنشر والتوزيع، 2015
  - كتاب الأسرار؛ الكشف عن أبعاد جديدة مخفية في حياتك، (ترجمة: هالة وجيه الحاج)، دار العلم للملايين، 2018
- المورثات الخارقة؛ فتح طاقة حمضك النووي المذهلة من أجل صحة وعافية أفضل، (بالاشتراك مع: رودولف إ. تانزي)، (ترجمة: محمد ياسر حسكي - منال الخطيب)، شركة دار الخيال للطباعة والنشر والتوزيع، 2016
- حروب وجهات النظر، (بالاشتراك مع: ليونارد ملودينوف)، شركة دار الخيال للطباعة والنشر والتوزيع، 2016
- الطريق إلى الحب؛ إعثر على الحب الذي يدوم طوال العمر، (ترجمة: محمد ياسر حسكي - منال الخطيب)، شركة دار الخيال للطباعة والنشر والتوزيع، 2017
- محمد صلى الله عليه وسلم: قصة النبي الأخير، (ترجمة: عبد الكريم ناصيف)، دار الفرقد للطباعة والنشر والتوزيع، 2017
- القوانين الروحية السبعة للأبوة: إرشاد أولادك إلى النجاح و الإنجاز، (ترجمة: محمد ياسر حسكي - لينا الزيبق)، شركة دار الخيال للطباعة والنشر والتوزيع، 2017
- القوانين الروحية السبعة لليوغا - دليل عملي لشفاء الجسد والعقل والروح، (بالاشتراك مع: ديفيد سيمون)، (ترجمة: محمود عيسى - نوار العبد الله)، شركة دار الخيال للطباعة والنشر والتوزيع، 2018
- أنت الكون - اكتشف ذاتك الكونية وأعرف أهميتها، (بالاشتراك مع: ميناس كافاتوس)، (ترجمة: محمد ياسر حسكي - لينا الزيبق)، شركة دار الخيال للطباعة والنشر والتوزيع، 2018
- الذات الشافية: خطة ثورية جديدة لتعزيز مناعتك وبقائك معافى مدى الحياة، (بالاشتراك مع: رودولف إ. تانزي)، (ترجمة: محمد ياسر حسكي - منال الخطيب)، شركة دار الخيال للطباعة والنشر والتوزيع، 2018
- ميتا إنسان، (ترجمة: محمد ياسر الحسكي - رنيم يوسف)، شركة دار الخيال للطباعة والنشر والتوزيع، 2022

## روابط خارجية
- ديباك شوبرا على موقع IMDb (الإنجليزية)
- ديباك شوبرا على موقع مونزينجر (الألمانية)
- ديباك شوبرا على موقع ميوزك برينز (الإنجليزية)
- ديباك شوبرا على موقع إن إن دي بي (الإنجليزية)
- ديباك شوبرا على موقع ديسكوغز (الإنجليزية)
- ديباك شوبرا على موقع قاعدة بيانات الفيلم (الإنجليزية)